# KV11
A KV11, no Vale dos Reis em Egito, é a do faraó Ramessés III da vigésima dinastia. Localizada no Vale principal, a tumba foi iniciada por Setnakht, mas foi abandonada quando os construtores acabaram invadindo o espaço da tumba de Amenmesés (KV10). Setnakht foi, por fim, sepultado na KV14. Então, a KV11 foi restaurada e estendida em diferentes eixos para o sepultamento de Ramessés III.
A tumba foi aberta desde a antiguidade, e ficou conhecida também como a "Tumba de Bruce", depois que James Bruce examinou-a em 1768, e também como a "Tumba dos Harpistas", devido às pinturas de dois arpistas cegos na tumba.

## Decorações e descrição
Os 188 metros da tumba são belamente decorados. O segundo corredor é decorado com a Litania de Rá e no fim deste corredor a tumba tem um pequeno deslocamento para a direita. O terceiro corredor é decorado com o Livro das Portas e com o Livro de Amduat. Então, entra em uma sala com quatro pilares. Esta sala é novamente decorada com o Livro das Portas. O quarto corredor, decorados com cenas do ritual de Abertura de Boca, segue para uma antessala, com cenas do Livro dos Mortos, e depois para a câmara do sarcófago.
A câmara do sarcófago é um sala abobadada com oito pilares onde ficava o sarcófago de quartzito vermelho (que se encontra atualmente no Museu do Louvre). Está câmara é decorada com o Livro das Portas, cenas dos deuses e o Livro da Terra. Para além desta câmara há mais três salas anexas decoradas com o Livro das Portas.